# San Pablo (miasto w Kostaryce)
San Pablo – miasto w Kostaryce; w prowincji Heredia; 23 500 mieszkańców (2006). Przemysł spożywczy, chemiczny.

## Transport

### Transport drogowy
Przez miasto San Pablo przebiegają następujące drogi krajowe:
- Droga krajowa nr 5
- Droga krajowa nr 112
- Droga krajowa nr 115
- Droga krajowa nr 503